# Мейнкин, Семён Львович
Семён Лейбович (Львович) Мейнкин (13 августа 1893, Двинск, Российская империя — 26 января 1942, Ленинград) — советский художник-постановщик.

## Биография
Родился в 1893 году в Двинске, в семье фабричного служащего Лейба (Льва) Абелевича Мейнкина и Хаи Вульфовны Мейнкиной, проживавших на Большой Болотной улице, дом № 44. Окончил Центральное училище технического рисования (ЦУТР). С 1919 года работал в академических театрах Петрограда в качестве художника-исполнителя, с 1926 года — в Париже в театре Балиева и Гранд-Опера.
Работал художником-постановщиком на киностудии «Ленфильм».
Умер от истощения в блокадном Ленинграде.

## Фильмография
1. 1927 — Девушка с далёкой реки  (совместно с Евгением Енеем) (Режиссёр-постановщик: Евгений Червяков)
2. 1928 — Два броневика  (Режиссёр-постановщик: Семён Тимошенко)
3. 1928 — Джой и Дружок  (среднеметражный) (совместно с Евгенией Словцовой) (Режиссёр-постановщик: Владимир Петров, Мириан Хухунашвили)
4. 1928 — Мой сын  (Режиссёр-постановщик: Евгений Червяков)
5. 1928 — Мятеж  (совместно с Борисом Дубровским-Эшке) (Режиссёр-постановщик: Семён Тимошенко)
6. 1928 — Цена человека  (совместно с Михаилом Литваком) (Режиссёр-постановщик: Михаил Авербах, Марк Донской)
7. 1929 — Дорога в мир  (Режиссёр-постановщик: Борис Шпис)
8. 1929 — Золотой клюв  (Режиссёр-постановщик: Евгений Червяков)
9. 1930 — Города и годы  (Режиссёр-постановщик: Евгений Червяков)
10. 1930 — Мёртвая душа  (Режиссёр-постановщик: Владимир Фейнберг)
11. 1930 — Пахари моря  (среднеметражный) (Режиссёр-постановщик: Георгий Кроль)
12. 1930 — Подземное солнце  (совместно с Фёдором Беренштам) (Режиссёр-постановщик: Михаил Авербах)
13. 1931 — Дневник одной коммуны  (среднеметражный) (киноочерк) (Режиссёр-постановщик: Абрам Гринфельд)
14. 1931 — Кровь земли  (Режиссёр-постановщик: Михаил Авербах)
15. 1932 — Личное дело  (совместно с Павлом Зальцманом) (Режиссёры-постановщики: братья Васильевы)
16. 1932 — Первый взвод  (совместно с Владимиром Покровским) (Режиссёры-постановщики: Борис Бродянский, Давид Гутман, Владимир Корш-Саблин)
17. 1932 — Сердце Соломона  (совместно с Константином Бондаренко) (Режиссёры-постановщики: Сергей Герасимов, Михаил Кресин)
18. 1932 — Три солдата  (Режиссёр-постановщик: Александр Иванов)
19. 1934 — Люблю ли тебя?  (совместно с Татьяной Шишмаревой) (Режиссёр-постановщик: Сергей Герасимов)
20. 1934 — Песнь о счастье  (Режиссёры-постановщики: Марк Донской, Владимир Легошин)
21. 1935 — Очарованный химик  (фильм не был завершён) (Режиссёр-постановщик: Сергей Бартенев)
22. 1936 — Юность поэта  (совместно с Исааком Махлисом, Петром Якимовым) (Режиссёр-постановщик: Абрам Народицкий)
23. 1937 — Великий гражданин  (1-я серия) (совместно с Абрамом Векслером, Николаем Суворовым) (Режиссёр-постановщик: Фридрих Эрмлер)
24. 1938 — Враги  (совместно с Дмитрием Рудым) (Режиссёр-постановщик: Александр Ивановский)
25. 1939 — Великий гражданин  (2-я серия) (совместно с Михаилом Кроткиным) (Режиссёр-постановщик: Фридрих Эрмлер)
26. 1940 — Осень  (короткометражный) (киноэтюд) (Режиссёры-постановщики: Фридрих Эрмлер, Исаак Менакер)
27. 1941 — Боевой киносборник № 2  (совместно с Александром Блэком) (Режиссёры-постановщики: Владимир Фейнберг, Виктор Эйсымонт, Евгений Червяков, Герберт Раппапорт, Лев Арнштам)
28. 1941 — Маскарад  (Режиссёр-постановщик: Сергей Герасимов)
29. 1941 — Старая гвардия  (короткометражный) (Режиссёр-постановщик: Сергей Герасимов)
30. 1942 — Варежки